# União Bandeirante
União Bandeirante Futebol Clube – brazylijski klub piłkarski z siedzibą w mieście Bandeirantes, leżącym w stanie Parana.

## Osiągnięcia
- Wicemistrz stanu Parana (5): 1966, 1969, 1971, 1989, 1992
- Mistrz drugiej ligi stanu Parana (Campeonato Paranaense de Futebol da Segunda Divisão) (2): 1988, 1992
- Torneio Início da Segunda Divisão: 1988.
- Copa Norte do Paraná: 1973.
- Torneio Integração (2): 1974, 1975
- Taça Itaipu: 1975.
- Taça Sul: 1975.
- Torneio Navaro Mansur: 1988.

## Historia
Klub założony został 15 listopada 1964 roku pod nazwą Usina Bandeirante Futebol Clube. Po wchłonięciu lokalnego klubu Guarani nastąpiła zmiana nazwy na União Bandeirante Futebol Clube.
W 2007 roku synowie patrona klubu Serafima Meneghela, i jednocześnie właściciele klubu, zdecydowali o zakończeniu jego działalności.

### Piłkarze
- Brandão
- Fábio
- Nílton de Sordi